# Madonna della Pace (Agosta)
Madonna della Pace è una frazione di Agosta, nella Città metropolitana di Roma Capitale, situata nell'alta valle dell'Aniene, alle pendici dei Monti Simbruini, lambita dalle acque del fiume Aniene, dove confluiscono naturalmente i cinque paesi a cui territorialmente la frazione appartiene: Subiaco, Agosta, Canterano, Rocca Canterano e Cervara di Roma.
In questa frazione si trova l'omonima chiesa parrocchiale.
Per la sua posizione geografica è spesso scelta come centro sociopolitico e culturale per lo svolgimento di assemblee. È sede della X Comunità Montana dell'Aniene.

## Storia

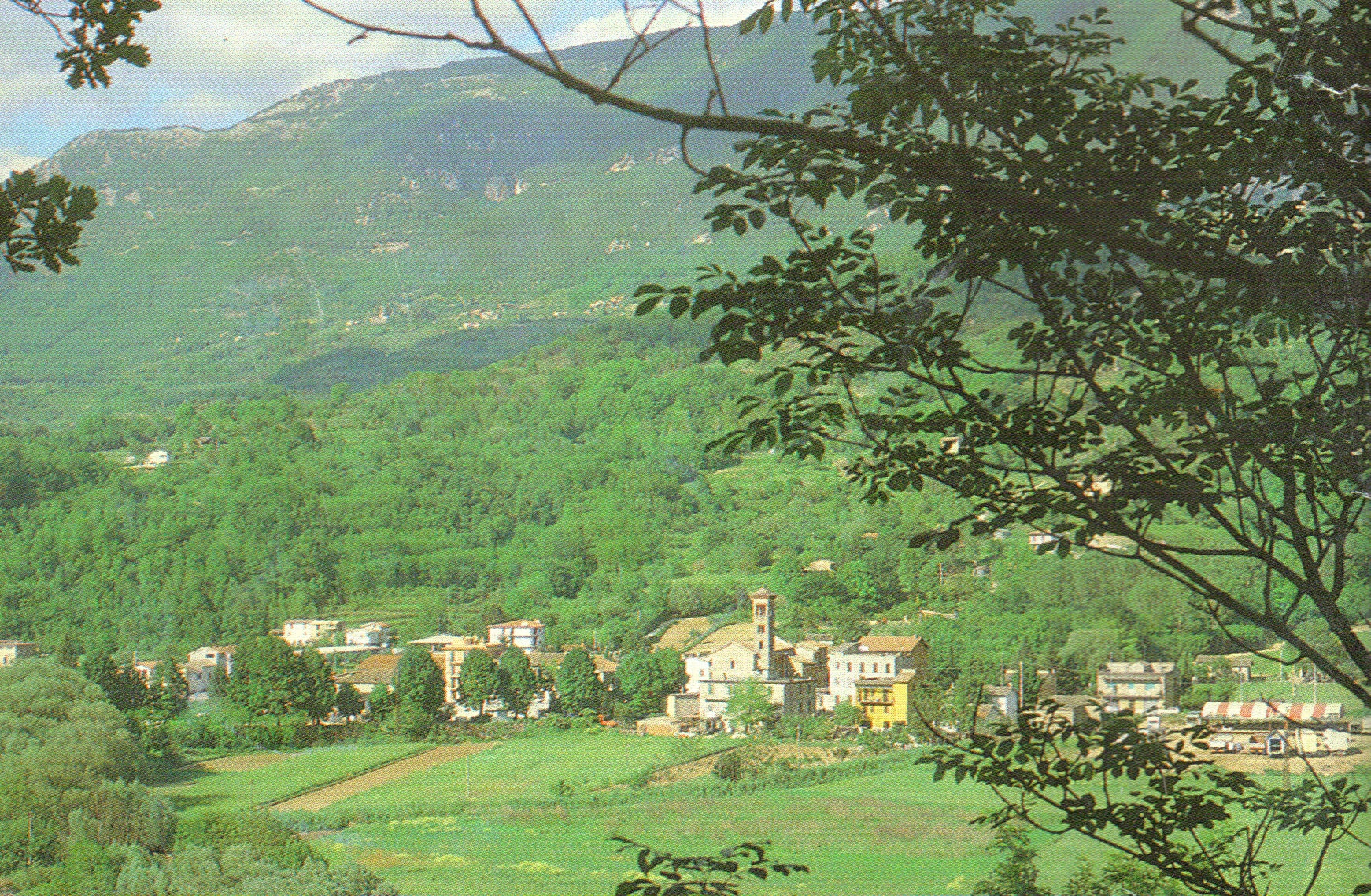
Veduta del paese

La leggenda narra che l'imperatore Nerone, per recarsi nella sua villa di Subiaco, si fermasse spesso a riposare nei pressi di Madonna della Pace dove, a quel tempo, l'Aniene formava un laghetto. Sembra che la denominazione della località "Barco" (contrada di Madonna della Pace) derivi infatti dal porticciolo in riva al laghetto e dalle barche che vi erano attraccate.
La zona fu comunque frequentata sin dal 1000 a.C. dai latini; intorno al IV secolo a.C. i Romani iniziarono la costruzione di grandiosi acquedotti per approvvigionare Roma e per effetto di questi lavori la zona si popolò massicciamente.
Oltre il già citato Nerone molti altri personaggi frequentarono questi luoghi: Plinio il Vecchio, Traiano e, molto più tardi, sicuramente San Benedetto.
Dopo la caduta dell'impero romano i centri della Valle dell'Aniene subirono devastazioni e saccheggi ad opera dei longobardi prima e dai saraceni dopo. Questo provocò lo spopolamento della valle in quanto i suoi abitanti preferirono trasferirsi in luoghi meno accessibili; gli acquedotti vennero abbandonati, iniziò un periodo durante il quale l'intera zona visse un lunghissimo letargo che finì soltanto poco più di cento anni fa.
Il primo insediamento in epoca recente di cui si ha notizia certa risale al 1878 quando la famiglia Cicchétti di Rocca Canterano, proprietaria del mulino situato vicino al fiume, vi si trasferì, dando il nome alla località.
La necessità per gli agricoltori di recarsi al mulino Cicchetti per macinare il raccolto fece confluire nella zona molti interessi economici con il risultato di vedere aumentato il numero dei suoi abitanti, dediti in prevalenza all'agricoltura.
Agli inizi del secolo fu costruita la linea ferroviaria che unì Mandela a Subiaco attraversando tutta la valle; venne realizzata in prossimità del mulino Cicchétti una stazione ferroviaria che prese il nome Rocca Canterano Scalo.
Lo scalo ferroviario venne naturalmente utilizzato anche dagli abitanti di altri paesi e i vantaggi per il territorio circostante lo scalo furono notevoli. Questi paesi erano collegati con la valle mediante la Via Empolitana che, per attraversare il fiume Aniene, si serviva di un "ponte di ferro".
L'aumento della popolazione e il sorgere di molte attività commerciali fece nascere l'esigenza, avvertita in modo particolare nel 1928 dal Vescovo di Subiaco Simone Lorenzo Salvi, di costruire una chiesa da dedicare alla Madonna, denominata chiesa della Madonna della Pace, da cui il nome definitivo della località che prima di allora veniva chiamata in diversi modi: "Cicchétti" o "Le Mòle" dal mulino, "Carlini" dall'osteria, "Rocca Canterano Scalo" dalla stazione ferroviaria.
La vita di Madonna della Pace si sviluppò in modo ordinato e sereno fino alla II Guerra Mondiale quando un fatto gravissimo insanguinò la pacifica località: 15 cittadini inermi furono trucidati dai nazisti per rappresaglia. Sul luogo è stato eretto un Sacrario a ricordo dell'eccidio.

## Ricorrenze
Festività Religiose
- Maria SS. Regina della Pace (primo fine settimana dopo il 15 agosto);

- Processione del Corpus Domini e tradizionale Infiorata.

Manifestazioni
- Sagra del Gambero di fiume
- Festa della Polenta (novembre)
- Commemorazione dell'Eccidio dei XV Martiri (26 maggio).

## Società

### Istituzioni, enti e associazioni
- Associazione Martiri del 1944
- Pro-Loco dei 5 Comuni